# 国分盛氏
国分 盛氏（こくぶん もりうじ、生没年不明）は、日本の戦国時代の武将であり、陸奥国宮城郡南部に勢力を持った国分氏の当主である。盛氏が当主となったのは1572年かそのしばらく後と考えられている。伊達氏に圧迫され、1577年に伊達氏から来た伊達政重（国分盛重）を代官として迎え、のちに当主を継がせた。これにより盛氏まで続いた世系は絶えることになった。

## 系譜
盛氏の活動を直接伝える史料はないが、多くの点で食い違いを見せる二系図（佐久間洞巌が編集した「平姓国分氏系図」と古内氏蔵の「平姓国分氏系図」）が宗政・盛氏・ 盛重という系統については一致し、かつ宗政と盛重の実在は確かなので、盛氏の存在も確実視してよいだろう。父は国分宗政。子はなかったとも、盛顕・盛廉・亘理元宗・天童頼貞に嫁いだ娘があったとも言われる。
佐久間編の系図によれば国分九郎盛氏は正六位上弾正忠能登守。古内氏蔵の系図によれば、五郎二郎盛氏といい、能登守。佐久間編の系図によれば、天正9年（1581年）に71歳で死んだというから、生年は永正8年（1511年）となるが、あまり信を置くことはできない。

## 事績
江戸時代の地誌には、天文年中（1532年 - 1555年）に盛氏が小泉城（若林城の前身または近接地）を居城にしたと伝える。系図では、天文・永禄年間（ - 1573年）に戦功がたびたびあったともいい、これは宗政が国分氏の当主だった頃にあたる。
宗政から盛氏への継承には不審な点がある。元亀2年（1571年）の棟札では、能登守宗政と連名で記される国分丹後守宗元が宗政の嫡子ではないかと思われる。しかし翌元亀3年（1572年）に国分能登守は弾正忠を国分名代にすることを伊達輝宗に認めてもらい、隠居した。「名代」が、嫡子への平常の家督相続を意味するとは思われない。棟札の丹後守宗元、名代になった弾正忠、系図上の弾正忠盛氏の関係は不明である。
天正3年（1575年）6月下旬から、相馬盛胤 (十五代当主)が国分氏ら宮城県の旧名家と共に宮城県南部へ攻勢に出ているが、相馬氏はすぐに撤退している。
盛氏の当主としての期間は長く続かず、5年後の天正5年（1577年）に、伊達輝宗は弟の政重を国分に代官として送り込んだ。。政重は国分盛重と改名して、国分氏を継いだ。盛氏が子がなかったため養子を迎えたと伝えるが、佐久間編の系図ではいったん盛顕という子が継ぎ、その後が盛重とする。盛氏の没年についても伝えは一致しない。天正5年（1577年)の継承は盛氏が死んだためとする伝えもあるが、佐久間編の系図は天正9年（1581年）没とする。盛重に対してはこの後家臣からの反発が続いており、盛氏の死か引退に、記録の錯綜にとどまらない混乱があったのかもしれない。